# Eleccions a l'Assemblea d'Extremadura de 1999
Les Eleccions a l'Assemblea d'Extremadura de 1999 se celebraren el 26 de maig. Amb un cens de 885.753 electors, els votants foren 650.527 (73,4%) i 235.226 les abstencions (26,6%). El PSOE guanyà per majoria absoluta, i aconseguí el nomenament del seu candidat, Juan Carlos Rodríguez Ibarra, com a president de la Junta.
- Els resultats foren:

| ← Eleccions a l'Assemblea d'Extremadura, 1999 → |         |       |        |
| Partit                                          | Vots    | %     | Escons |
| PSOE de Extremadura-Progressistes               | 313.417 | 49,40 | 34     |
| Partit Popular                                  | 258.657 | 40,47 | 28     |
| Izquierda Unida-Compromiso con Extremadura      | 39.132  | 6,12  | 3      |
| Extremadura Unida                               | 10.783  | 1,69  |        |
| Coalición Extremeña                             | 7.437   | 1,16  |        |
| Socialistes Independents d'Extremadura          | 6.238   | 0,98  |        |
| Los Verdes de Extremadura                       | 3.410   | 0,53  |        |

A part, es comptabilitzaren 5.804 (0,9%) vots en blanc.

## Diputats electes
- Juan Carlos Rodríguez Ibarra (PSOE)
- Juan Ignacio Barrero (PP)
- Manuel Cañada (Izquierda Unida)